# Laffer-Kurve

Darstellung der Laffer-Kurve in der Form, wie sie von Trabandt und Uhlig (2011) vermutet wird („Tax Rate“ = Steuersatz, „Tax Revenue“ = Steueraufkommen)

Die Laffer-Kurve ist ein nach dem US-Ökonomen Arthur B. Laffer benannter finanzwissenschaftlicher hypothetischer Zusammenhang, dem zufolge die Steuereinnahmen des Staates mit steigendem Steuersatz zunächst steigen, dann nach Erreichen eines Maximums wieder sinken, also die Form eines umgekehrten „U“ annehmen. Das bedeutet insbesondere, dass bei hohen Steuersätzen eine Senkung beispielsweise der Einkommensteuer das Einkommensteueraufkommen erhöhen kann.

## Allgemeines
Die Reagan-Administration berief sich im Rahmen ihrer Wirtschaftspolitik, der sogenannten Reaganomics, auf die These und senkte die Einkommensteuern. In den Folgejahren sanken die Einnahmen der öffentlichen Haushalte, und Haushaltsdefizite stiegen an.
Schon vor Laffer vertraten Philosophen und Ökonomen die Idee, so Jonathan Swift in seinem Steuereinmaleins aus dem Jahr 1728 oder Ibn Chaldūn (14. Jh.). Laffer griff die These in der ersten Hälfte der 1970er Jahre auf. Der Publizist Jude Wanniski berichtete 1978 in einem Artikel Taxes, revenues, and the “Laffer curve” davon, wie Laffer 1974 bei einem Abendessen, an dem auch Donald Rumsfeld und Dick Cheney teilnahmen, die Kurve und Hypothese auf einer Serviette skizziert haben soll. Nach Erscheinen dieses Artikels wurde die Hypothese unter Laffers Namen populär.

## Herleitung
Wird der Steuersatz, ausgehend von einem Satz von null, sukzessive erhöht, so steigen zunächst auch die Steuereinnahmen. Zwar gibt es einen Steuerwiderstand und die Besteuerten versuchen, der Steuer auszuweichen, aber die sinkende Besteuerungsgrundlage wird durch die Erhöhung des Steuersatzes überkompensiert.
Bei einem Steuersatz von 100 % sei die Besteuerungsgrundlage Null und damit das Steueraufkommen auch Null. Wird der Steuersatz gesenkt, steigt die Besteuerungsgrundlage und damit das Steueraufkommen.
Aus dieser Analyse der beiden theoretischen Extremsteuersätze von 0 % und 100 % lässt sich zeigen, dass der steueraufkommensmaximierende Steuersatz nicht einer der beiden Extremwerte sein kann, sondern irgendwo zwischen den Extremsteuersätzen liegen muss.
Aus diesen Überlegungen könnte man einen in etwa parabelförmigen Verlauf des Zusammenhangs zwischen Steuersatz und Steueraufkommen vermuten. In diesem Fall gibt es einen Scheitelpunkt, bis zu dem ein Anheben des Steuersatzes das Steueraufkommen erhöht. Eine weitere Erhöhung senkt dann das Steueraufkommen.

## Kritik

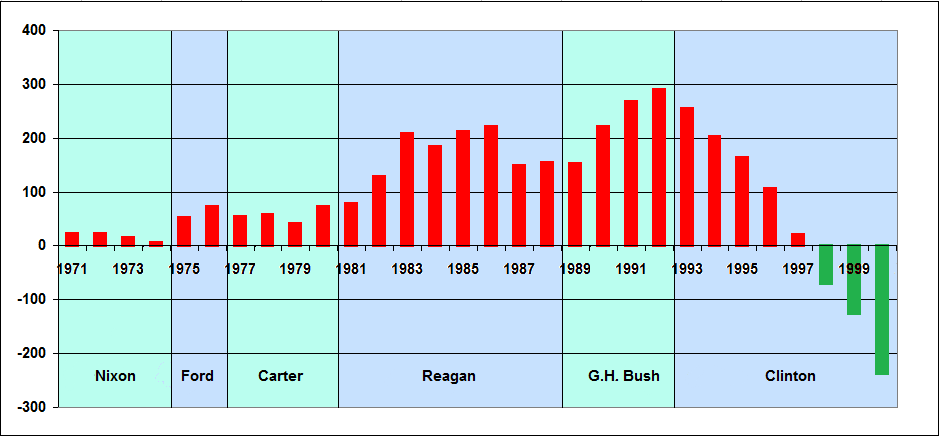
Defizit des US-Bundeshaushalts zwischen 1971 und 2001 in Milliarden Dollar; Reagans Amtszeit lag zwischen 1981 und 1989.

Über den Punkt bei 0 % können zwei Aussagen getroffen werden. Die Kurve ist bei 0 % bei 0 und steigend. Bei 100 % ist die Kurve ebenfalls bei 0.
Wenn man die Hypothese eines grundsätzlich parabelähnlichen Verlaufs der Kurve akzeptiert, bleibt das Problem, dass die Hypothese keinen Anhaltspunkt gibt, auf welcher Seite des Scheitelpunkts ein Steuersystem sich befindet und wie stark die tatsächliche Kurve von einer symmetrischen Parabel abweicht, da es keine mathematische Formel hinter der Kurve gibt und der Verlauf geschätzt werden muss.
Einige Ökonomen sehen die These durch die in der Folge von Steuersenkungen aufgetretenen Haushaltsdefizite als widerlegt an. Als die Reagan-Administration unter Berufung auf die Laffer-Kurve die Steuern 1981 senkte, sanken die Einnahmen enorm. Nach dem Anstieg der Verschuldung wurden ab 1982 als Gegenmaßnahme unter anderem einige Steuerschlupflöcher behoben, wodurch ein Teil der sinkenden Einnahmen ausgeglichen wurde. Einige Ökonomen halten die Konstruktion der Laffer-Kurve für grundsätzlich zutreffend und halten die Haushaltsdefizite sogar für einen Beleg für die These, die Kurve sei richtig. Man hätte sich nur über die Lage des Scheitelpunkts geirrt.
Da sich sowohl steigende wie auch fallende Steuereinnahmen mit der gleichen Theorie erklären lassen, wird die Laffer-Kurve wegen mangelnder Falsifizierbarkeit kritisiert.